# افورت (پنسیلوانیا)
افورت (به انگلیسی: Effort) یک منطقهٔ مسکونی در ایالات متحده آمریکا است که در شهرستان مونرو، پنسیلوانیا واقع شده‌است. افورت ۲٬۲۶۹ نفر جمعیت دارد و ۲۳۷٫۱۴ متر بالاتر از سطح دریا قرار دارد.